# Storia del Tirolo

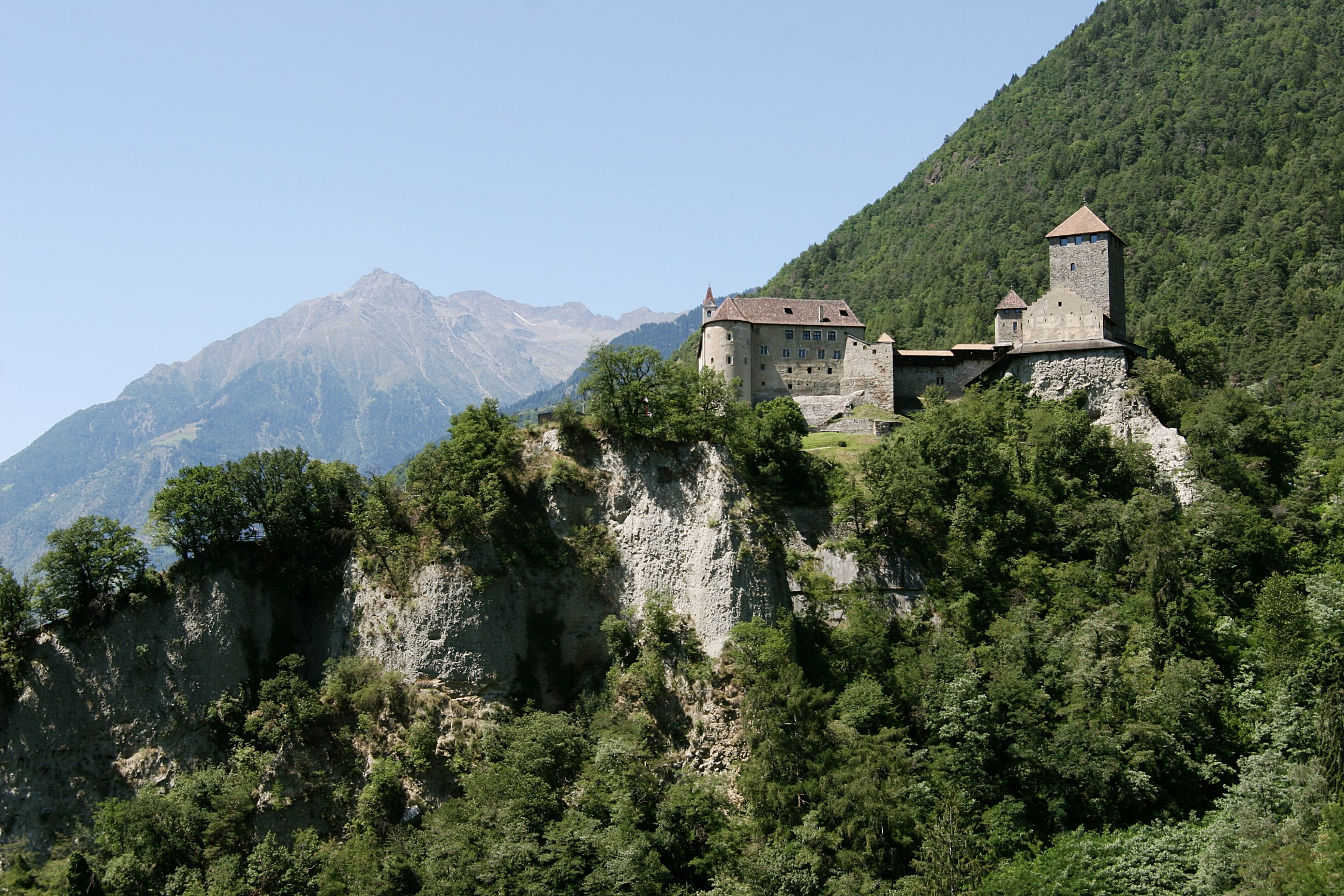
Castel Tirolo presso Merano quale prima residenza (fino al 1420)

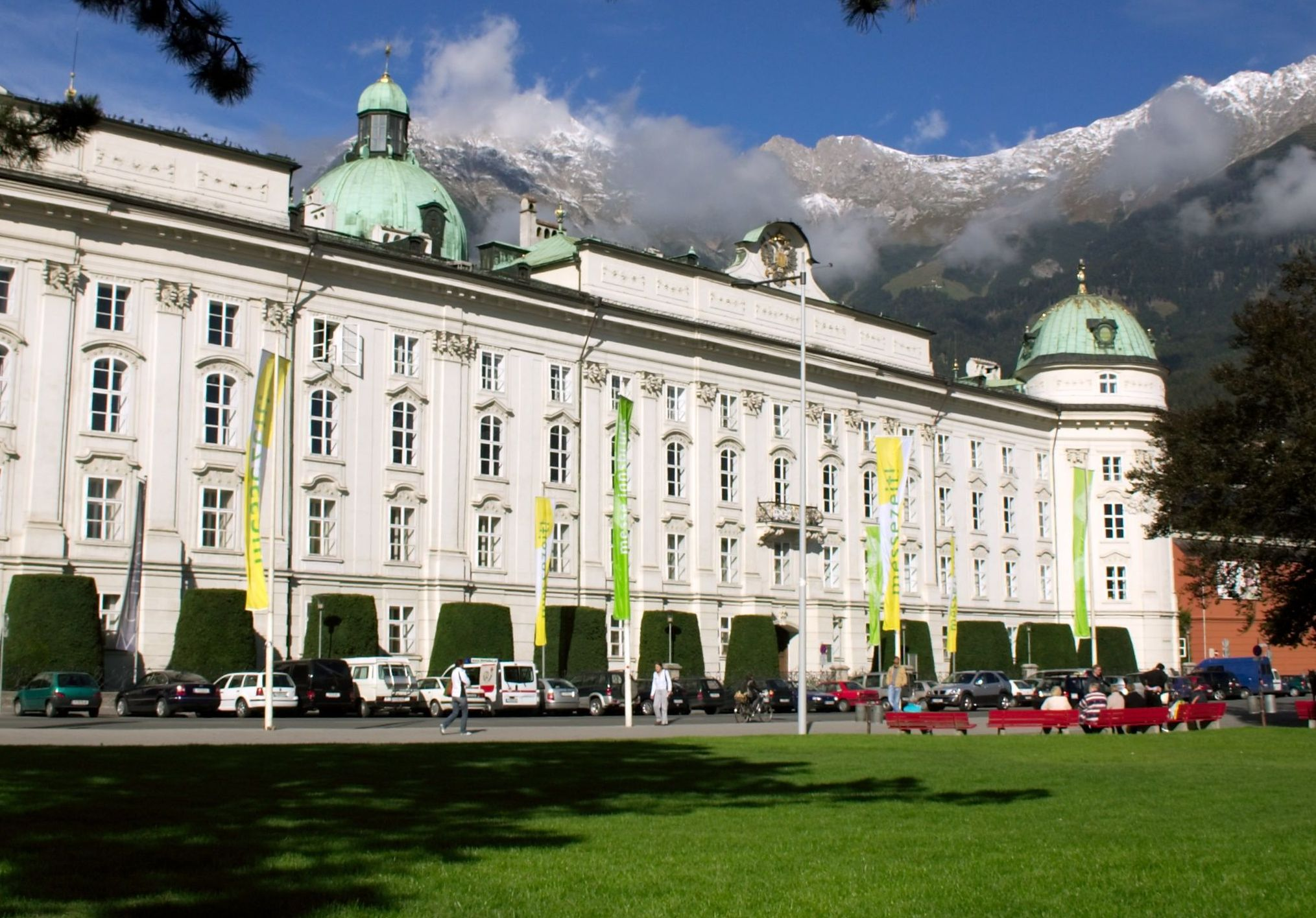
La Hofburg a Innsbruck quale seconda residenza (dal 1420 in poi)

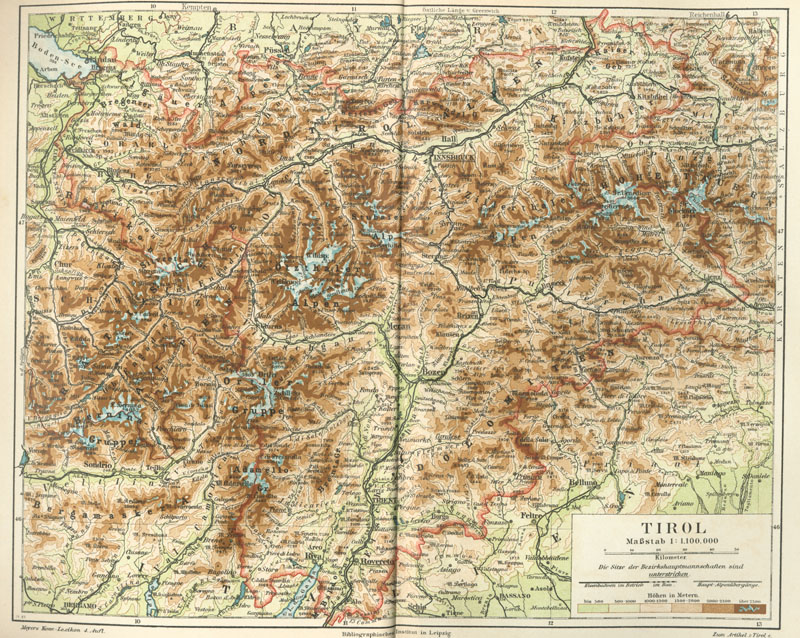
Mappa del Tirolo storico

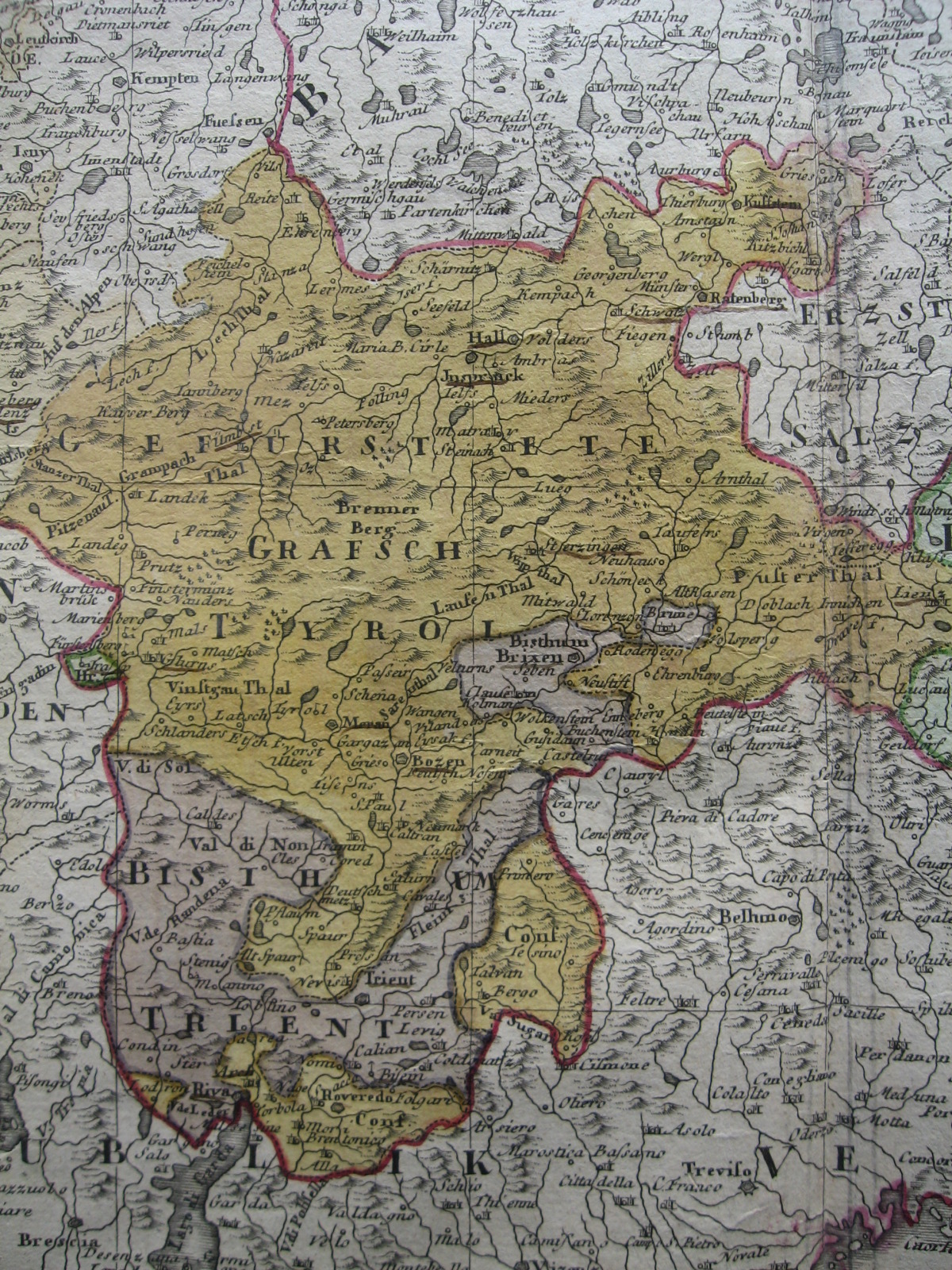
In giallo i territori tirolesi, in grigio i territori del Principato Vescovile di Trento.

L'inizio della storia del Tirolo può essere fissato intorno alla metà del XIII secolo, quando i conti di Tirolo-Gorizia (o Mainardini), nella persona di conte Alberto III prima e poi del vero fondatore della potenza della contea, Mainardo II, riuscirono ad estendere la loro influenza su un vasto territorio a cavallo delle Alpi, politica in seguito riconosciuta anche dagli imperatori del Sacro Romano Impero. L'espansione avvenne soprattutto a danno dei formali detentori del potere politico, in particolare dei vescovi di Trento, di Bressanone e di Coira, ma anche di altre casate altonobiliari quali gli Andechs e gli Appiano. 
La prima attestazione documentaria ufficiale del termine “Tirolo”, nel senso estensivo regionale del termine (in precedenza indicante il solo toponimo di Tirolo), è pero molto più tarda, del 10 ottobre 1328, quando il Re titolare di Boemia Enrico, conte del Tirolo, impone a tutti i giudici e funzionari d'essere fedeli alla sua consorte durante la sua assenza in unsrer grafschaft ze Tyrol, ez sei bei der Etsch oder in dem Intal (“nel nostro dominio del Tirolo, per la parte dell'Adige, e per la parte della Valle dell'Inn”). In seguito (tramite un atto notarile del 1363) con cui accoglievano le pretese ereditarie degli Asburgo sul Tirolo in base al testamento di Margherita Maultasch) cedettero alla casata austriaca degli Asburgo, poi detentrice (a partire dalla seconda metà del XV secolo) anche del titolo imperiale e la quale a sua volta si impose sui Lussemburgo e i Wittelsbach. In età medievale gli autodefinitisi Conti di Tirolo prima e poi, in seguito alle conquiste territoriali ed infine al riconoscimento imperiale, Conti del Tirolo avevano infatti la loro sede principale a castel Tirolo, oggi nel comune di Tirolo vicino a Merano. Il capoluogo della contea fu in seguito trasferito dagli Asburgo, che ne acquisirono il controllo alla fine del XIV secolo, a Merano e poi definitivamente ad Innsbruck.
I Conti del Tirolo non riuscirono mai a sottomettere formalmente i principati vescovili di Trento, Bressanone e Coira, nel mentre il controllo del territorio corrispondente all'attuale provincia di Trento e a volte della stessa città di Bolzano (che fece sempre parte del principato vescovile di Trento) non fu mai pregnante ed a volte solo saltuario ed in condivisione espressa con i rappresentanti dell'Autorità vescovile a Bolzano. Il Tirolo storico comprendeva le terre già appartenenti alla Contea del Tirolo (alla quale fu annesso anche il Principato vescovile di Trento nel 1815 con la Restaurazione), terre che oggi formano il Tirolo austriaco e l'intera regione italiana Trentino-Alto Adige, compreso anche il Trentino (detto in età asburgica Tirolo Meridionale o Tirolo Italiano, talvolta identificato con l'esonimo Welschtirol dalla popolazione tedesca). 
I rapporti tra l'area trentina e tirolese sono stati spesso oggetti di opposte distorsioni a sfondo nazionalistico: da una parte si tese talvolta a limitare i confini meridionali del Tirolo storico all'Alto Adige; ma dall'altra, per motivi storici, si è spesso trascurato il fatto che grande parte dell'attuale Trentino (come Principato Vescovile di Trento) - ma anche il territorio vescovile di Bressanone, seppur entrambi politicamente mediati - fu per secoli un'entità territoriale all'interno del Sacro Romano Impero e che solo nell'ultima parte della sua storia (1815-1918) fu anche formalmente annesso alla Contea del Tirolo. La Contea asburgica del Tirolo cessa di esistere nel novembre del 1918 con la vittoria italiana della prima guerra mondiale e l'instaurarsi di un governo italiano provvisorio sulla parte della contea conquistata dall'Italia, che venne denominata "Venezia Tridentina".
Il Tirolo storico comprendeva anche alcuni comuni ora parte della Regione Veneto: Cortina d'Ampezzo, Livinallongo e Colle Santa Lucia, dopo il governo provvisorio scorporati dalla regione della Venezia Tridentina (1923), nonché dei piccoli comuni successivamente scorporati a favore della Lombardia nel 1934 (Valvestino, Magasa), mentre il comune di Bagolino era già stato scorporato a favore della Lombardia nel 1860.

## Età pre-romana
Famoso in tutto il mondo è Ötzi, la mummia preistorica del Similaun, importante testimone di un'antropizzazione precoce della zona alpina centrale.
Furono i cacciatori del Mesolitico i primi uomini a lasciare delle tracce nella Valle dell'Adige, nel VI millennio a.C. seguiti nel IV, da popolazioni che praticavano allevamento e agricoltura.
Tra l'età del bronzo e la prima età del ferro è attestata la cultura di Luco-Meluno. Nella seconda età del ferro è attestata la cultura di Fritzens-Sanzeno, associata al popolo dei Reti, popolo che lo storico latino Tito Livio afferma essere di origine etrusca. Anche se le evidenze archeologiche smentiscono il rapporto di discendenza dei Reti dagli Etruschi, studi recenti di linguistica hanno confermato una parentela tra la lingua retica e quella etrusca, ipotizzando che la separazione tra le due lingue sia avvenuta in un momento della preistoria precedente all'età del bronzo, con «la comune origine della famiglia linguistica da collocare in tempi più antichi, almeno all’età neolitica ed eneolitica»..

## Epoca romana

Mappa della Tridentum romana

Nel 15 a.C., con la guerra retica, Claudio Druso conquistò l'area alpina, fondando il municipium di Tridentum e diverse stazioni militari lungo le assi transfrontaliere sino a Veldidena (oggi Wilten) presso Innsbruck.
Sotto Ottaviano Augusto queste zone presero il nome di X regio, di Noricum e di Raetia.
La caduta dell'Impero romano d'Occidente e le invasioni barbariche modificarono profondamente gli assetti territoriali ed etnici.

## Medioevo

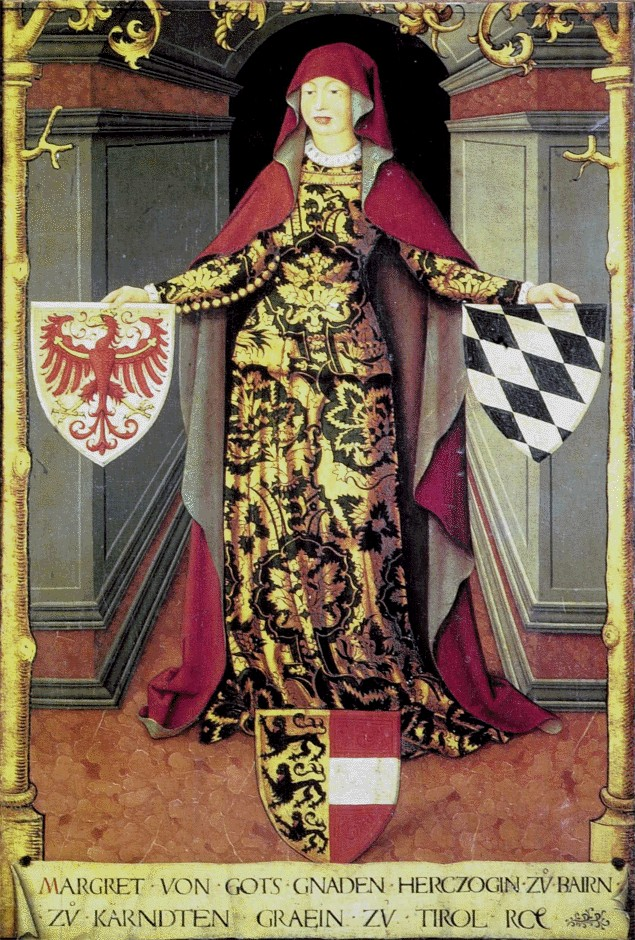
Margherita Contessa del Tirolo

Con i Longobardi nel 569, il Trentino divenne un ducato, con i Franchi una marca, quindi nel 788, fu incorporato nel Sacro Romano Impero insieme all'attuale Alto Adige.
Dalla seconda metà dell'VIII secolo, causa la penetrazione dei Baiuvari nell'odierno Alto Adige, la diocesi di Sabiona, precursore di quella di Bressanone, fu scorporata dalla metropolia di Aquileia e passò a quella di Salisburgo.
Nell'814 queste zone passarono sotto Lotario, uno dei successori di Carlo Magno, facendo dell'area il lembo più meridionale dell'Impero. In questi anni continuò il lungo ed intenso processo di germanizzazione del Tirolo, dove si va sostituendo, nell'odierno Tirolo del Nord e nel Sudtirolo, la lingua tedesca al neolatino (poi evolutosi nel ladino), mentre l'area trentina rimane romanizzata, facendo del Tirolo da sempre un territorio multilingue.
Nel 1027 l'Imperatore Corrado II decise di dare un nuovo ordinamento ai rapporti dei feudi imperiali e conferì ai vescovi Uldarico di Trento e Albuino di Bressanone il titolo di principe, ovvero di vassallo-elettore diretto dell'imperatore con diritto di partecipazione alla Dieta imperiale.
Il primo aveva giurisdizione sull'attuale Trentino e una parte dell'attuale Alto Adige; il secondo sull'alto Isarco, la Pusteria e la valle dell'Inn.
Nel XIII secolo la debolezza dei principi-vescovi di Trento e Bressanone, indusse Alberto III di Tirolo, già conte della Venosta, a solidarizzare con i vicari imperiali per rivendicare il potere temporale dei vescovi locali (ma anche di Coira e Salisburgo), tanto che nel 1252 ottenne dal vescovo di Trento anche i feudi dell'estinta casa dei conti di Appiano (dopo aver ottenuto nel 1248 i feudi comitali di Bressanone). È nel corso del governo di Mainardo II, attorno al 1259, che i vescovi di Trento, di Bressanone e di Coira, in quanto principi dell'Impero, venivano stabilmente assoggettati da parte dei Tirolo.
È in questa fase centrale del medioevo, nei secoli XII-XIII, che sorsero lungo le arterie principali del territorio tirolese anche diversi nuovi borghi mercantili e nuclei cittadini, capaci a gestire il boom demografico del periodo e a delineare nuovi scenari sociali, culturali ed economici.
Attraverso la politica matrimoniale del tempo, la dinastia dei Conti del Tirolo venne sostituita, nel XIII secolo, da quella dei Tirolo-Gorizia, il cui esponente di maggior spicco fu appunto Mainardo II, vero fondatore della potenza tirolese. I conti da allora, da "conti di Tirolo" divennero a tutti gli effetti "conti del Tirolo". Usando a seconda dei casi l'astuzia o la forza, egli seppe approfittare della temporanea debolezza del potere imperiale. La moderna amministrazione divise il territorio in un unico ordinamento giuridico (Landrecht) suddiviso in Giudizi (Gerichte). Ciò favorì lo sviluppo di borghi e mercati che fecero sì che a Merano si aprisse una zecca, dove venivano coniati i "grossi aquilini", monete molto apprezzate nell'Italia settentrionale.
In questo periodo i Tirolo riuscirono a estendere la loro influenza su un'area molto vasta a cavallo delle Alpi, entro i confini degli odierni territori di Austria, Svizzera e Italia. Alla morte dell'ultimo dei mainardiani, il conte Enrico, Margherita Maultasch, nipote di Mainardo II, si sposò a dodici anni con Giovanni Enrico di Lussemburgo che a sua volta aveva otto anni. Per difendere gli interessi della sua casata, arrivò in regione il fratello del maggiore del giovane conte, il futuro imperatore Carlo IV di Boemia. Tale successione non fu però riconosciuta dall'imperatore Ludovico di Baviera, che tramò ai danni di Giovanni Enrico accordandosi con la nobiltà tirolese. Secondo la leggenda, il giorno dei morti del 1341 Margareta fece trovare chiuso il portone di castel Tirolo al consorte al ritorno da una battuta di caccia e gli comunicò il ripudio e l'invito a riprendere la via per la Boemia. Poco dopo a Merano furono celebrate le nozze tra la Margareta e il figlio dell'imperatore Ludovico di Brandeburgo. Ciò venne mal recepito dalle due casate e lo stesso castello fu preso d'assedio. Anche il Papa non riconobbe il nuovo matrimonio e lanciò l'interdetto sul Tirolo. Questi motivi politici furono alla base della diffusione propagandistica di un'immagine negativa della contessa, quale donna moralmente corrotta e fisicamente deforme, con il soprannome Maultasch ("bocca a forma di tasca"). Grazie all'appoggio dei nobili, a Ludovico furono confermati i privilegi, passati alla storia come il Großer Tiroler Freiheitsbrief (Grande patente delle libertà del Tirolo), 1342. Dopo la morte dell'unico figlio, Mainardo III, Margareta cedette la contea a Rodolfo IV d'Asburgo, formalmente per motivi di parentela nel 1363. Egli impose al vescovo di Trento le cosiddette "Compatte", dove si definivano le subordinazioni del principato vescovile verso il conte.
I nuovi dominatori asburgici cercarono di ripristinare i sistemi feudali e sembra che nel 1407, il duca Federico IV d'Austria soprannominato "Tascavuota", avesse favorito alcune rivolte. Anche a Trento vi fu una sollevazione e venne imprigionato il vescovo di origine morava Giorgio di Liechtenstein, a capo di tale sommossa vi fu il "capitano del popolo" Rodolfo Belenzani. Federico, pur favorendo l'indebolimento vescovile, decise di impedire le sommosse.
Il figlio e successore di Federico fu Sigismondo d'Austria, noto come "il danaroso", che si scontrò con il vescovo di Bressanone, Nicolò Cusano. Nel rivendicare i propri diritti, soprattutto quelli minerari, il curato sosteneva che il principe tirolese dovesse considerarsi "vassallo" della diocesi di Bressanone. La disputa raggiunse sia l'imperatore sia il pontefice e Cusano lanciò l'interdetto sulla contea e sul suo rappresentante Sigismondo; dopo averlo rinchiuso nel castello di Brunico, la contesa fu vinta dal duca.
Sotto Sigismondo le miniere conobbero uno straordinario sviluppo e la zecca fu poi trasferita da Merano a Hall e i Gulden d'oro e d'argento furono ben noti in gran parte d'Europa. Assieme al vescovo di Trento, decise di attaccare la Repubblica Veneziana che aveva occupato Rovereto e Vallagarina. Il primo scontro si trasformò nella vittoria di Calliano nel 1487, dove perse la vita il noto condottiero veneziano Roberto di Sanseverino. In seguito non vi furono che inutili sacrifici. Solo nel 1490 l'arciduca decise di cedere la propria signoria all'imperatore Massimiliano I d'Asburgo, figlio dell'imperatore Federico III.

## Età moderna

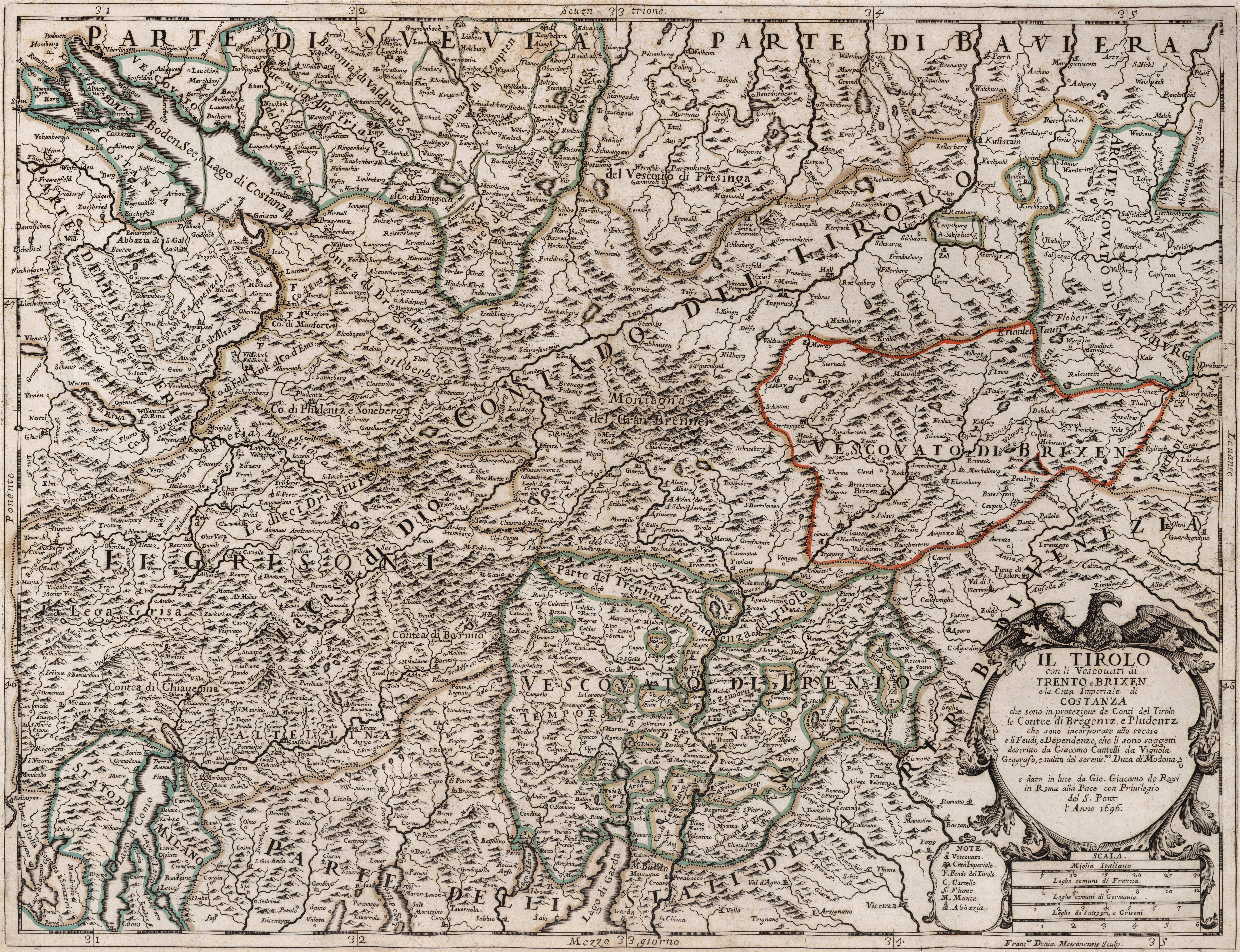
Il Tirolo con i principati vescovili di Trento e Bressanone in una mappa del 1696

In seguito altre potenze entrarono in campo. Un conte del Tirolo, quel Massimiliano I d'Asburgo che diventò imperatore, si scontrò con la Repubblica di Venezia nel 1508 e riprese il controllo di Rovereto e dell'area circostante e occupò l'Ampezzo sottraendolo al Cadore.
Nel giugno del 1511, sotto la garanzia dell'imperatore, la Dieta tirolese sancì il cosiddetto Landlibell, un importante ordinamento di difesa territoriale della regione. Tra i vari aspetti fiscali contributivi, esso sanciva che i tirolesi sarebbero stati mobilitati per difendere i confini della propria regione ma mai al di fuori di essa. Inoltre Massimiliano avviò diverse riforme giuridico-economiche rendendo la condizione dei contadini più stabile. Durante il suo regno il Tirolo venne però attraversato da molte guerre, come ad esempio la battaglia della Calva presso Glorenza in Val Venosta, dove i confederati svizzeri sconfissero le milizie imperiali. La lunga lotta contro Venezia, iniziata nel 1508, portò alcuni acquisti territoriali strategici per il Trentino meridionale, come Rovereto.
Nel 1525 la Guerra dei contadini tedeschi sconquassò la regione, con punte a Bressanone e in Val Pusteria. A Bressanone si diede inizio il 9 maggio quando la folla di contadini liberò con la forza il condannato a morte Peter Passel che si era ribellato al principe vescovo per la sottrazione di un diritto consuetudinario di cui godeva la sua famiglia. Il capo militare della rivolta, Michael Gaismair di Vipiteno, formulò un programma con un importante afflato comunitario.
Seguì un periodo nel quale imperversarono i processi per stregoneria, anche se Trento, grazie al vescovo Clesio, riuscì a trovare un po' di pace e dotarsi di un nuovo assetto urbano.
In quei tempi fu molto cruenta la persecuzione degli anabattisti tirolesi, nate grazie a Jakob Huter di San Lorenzo di Sebato dal quale presero il loro nome, gli hutteriti. Huter fu catturato e giustiziato assieme ad altre centinaia di seguaci, tra cui donne e bambini.
Nel 1545-1563 Trento fu sede del celebre Concilio ecumenico.
Dopo la Guerra dei Trent'anni, la città di Bolzano accrebbe la propria importanza di centro artistico-culturale, grazie all'impegno dell'allora contessa reggente Claudia de' Medici, che promosse la costruzione di teatri barocchi e lo sviluppo dell'artigianato.
Dopo la morte prematura dell'ultimo figlio di Claudia de' Medici nel 1665, la regione fu eredita dall'Imperatore Leopoldo I, marito di Claudia Felicita, unica figlia di Ferdinando Carlo, primogenito di Claudia, e Anna de' Medici. A Vienna l'imperatore nominò un governatore per il Tirolo, con sede a Innsbruck. Nel 1669 fu fondata l'università di Innsbruck diretta dai gesuiti.
Nel 1703, durante la guerra di successione spagnola, le milizie tirolese diedero un'ottima prova del loro valore respingendo un'invasione bavarese, il cosiddetto Boarische Rummel (smargiassata bavarese). Nel 1713 l'imperatore Carlo VI emanò la Prammatica Sanzione che stabiliva l'unità e l'indivisibilità dei domini asburgici e nel 1720 la Dieta tirolese dovette accettarla.
Nel XVIII secolo, sotto il governo di Maria Teresa d'Austria (1740-1770) e del figlio Giuseppe II (1780-90) il Tirolo visse un periodo di sviluppo economico e di radicali riforme nell'ambito dell'istruzione, della giustizia e del culto religioso. Qui venne istituito il "catasto teresiano" con cui fu resa possibile una politica fiscale più efficace ed efficiente, annullando i privilegi nobiliari ed ecclesiali.

## Ottocento

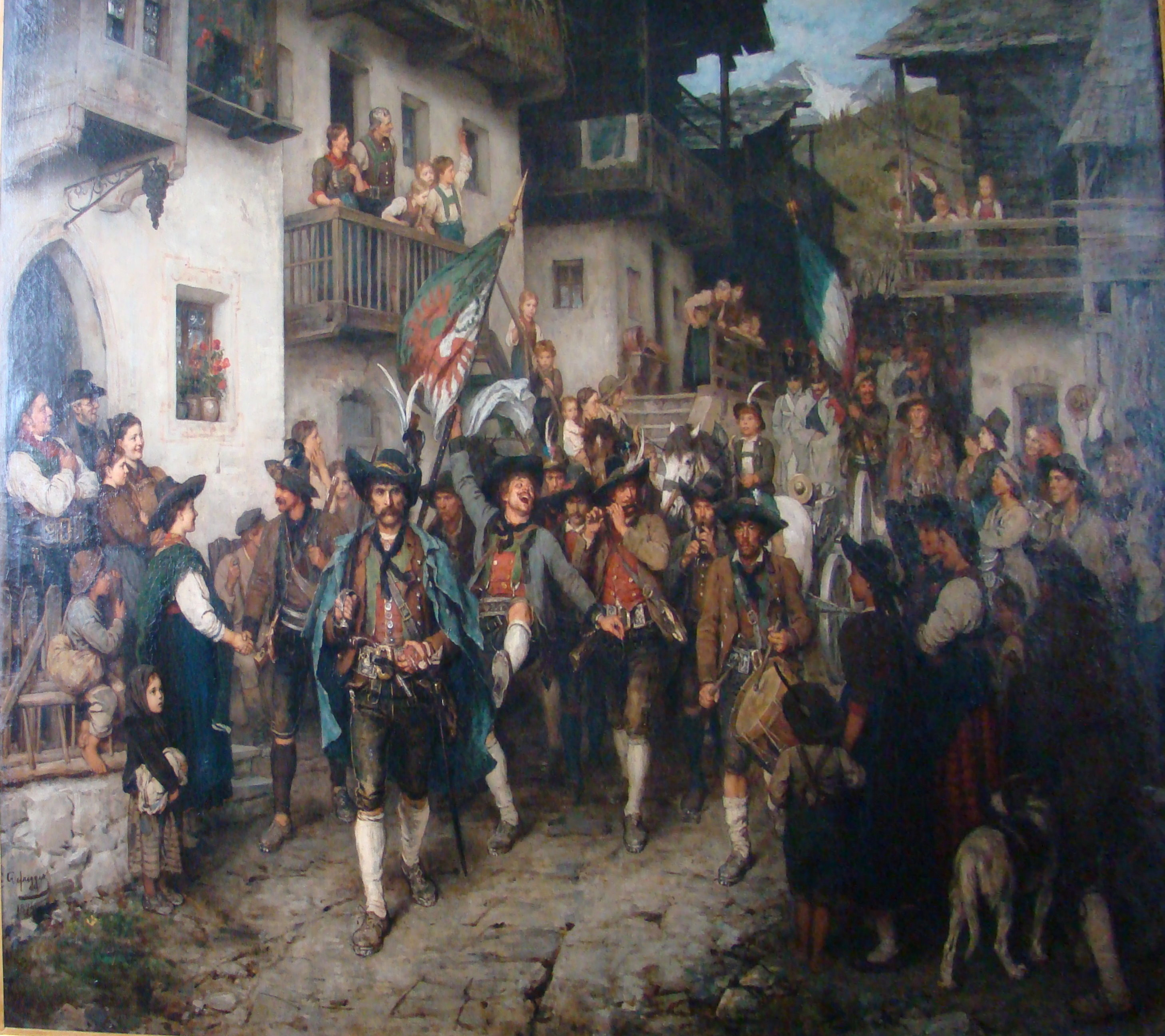
Il Ritorno dei partigiani tirolesi nel 1809 (Franz Defregger, 1879)

Nel 1796, quando arrivavano le notizie di un imminente attacco francese, in Tirolo furono mobilitati sia gli Schützen che il Landsturm, la leva popolare composta da tutti gli abili alle armi. In questa occasione si ebbe il primo voto al Sacro Cuore di Gesù, i Herz-Jesu-Feuer. Muovendosi da sud e passando da Trento, i francesi arrivarono dapprima a Bolzano e poi a Bressanone e in Val Pusteria. All'imbocco di questa valle, presso la località di Spinga, il 2 aprile 1797, vi fu la nascita della leggenda dell'eroina Catarina Lanz. Essa avrebbe contribuito a respingere il nemico a colpi di forcone. Oltre a lei vi furono anche altre eroine, come la nordtirolese Therese von Sternbach e la trentina Giuseppina Negrelli.
Con l'avvento di Napoleone Bonaparte, i vescovati di Bressanone e Trento vennero definitivamente secolarizzati. Il territorio fu coinvolto nei conflitti europei contro la Francia e nel 1803 Napoleone decise d'inserire l'area nel regno di Baviera.
Nel 1809 divampò una rivolta popolare, capeggiata da Andreas Hofer con la collaborazione di padre Joachim Haspinger e dell'oste Peter Mayr, che, dopo sanguinose battaglia, inizialmente vinte dai tirolesi (famose le battaglie del Bergisel nei pressi di Innsbruck, presso la Chiusa di Lienz, presso la Pontlatzer Brücke nell'alta valle dell'Eno e in Alta Val d'Isarco presso la "stretta dei Sassoni"), fu soffocata dalle truppe comandate dal generale bavarese Carl Philipp von Wrede. Hofer era uno dei tre rappresentanti tirolesi che nel gennaio 1809 si erano recati a Vienna per prendere accordi sull'insurrezione. Diverse furono le ordinanze hoferiane che miravano ad un ripristino dello stato precedente al 1805; alcuni segnali provenienti da Vienna sembravano confermare la legittimità del governo provvisorio, ma anche le speranze della popolazione per un ritorno all'Austria. Il 29 settembre Hofer ricevette da parte dell'imperatore una collana d'onore e un po' di soldi per il Tirolo.
Con il trattato di Schönbrunn, firmato il 14 ottobre 1809, si sancì il passaggio alla Francia di Carinzia, Carnia, Trieste, Istria e del litorale croato, mentre il Tirolo riuscì a ottenere il "completo perdono" per coloro che avevano partecipato all'insurrezione. L'attacco franco-bavarese fu immediato; Hofer si dovette rifugiare a Innsbruck sostenuto dal più radicale padre capuccino Joachim Haspinger. Dopo la quarta e ultima sconfitta presso il Bergisel il 1º novembre, Hofer tornò in Passiria e si nascose presso lo Schneeberg (Monteneve) e poi presso la Pfandleralm; fu arrestato nel gennaio 1810 assieme alla moglie, al figlio e al segretario. Egli fu condannato e fucilato il 20 febbraio a Mantova dai francesi, e lo stesso giorno a Bolzano fu giustiziato Peter Mayr.
Dal 1810 il Tirolo venne diviso fra tre regni: il Trentino, Bolzano e la Bassa Atesina passarono al Regno Italico con la denominazione di Dipartimento dell'Alto Adige (risale a questo periodo l'attuale denominazione italiana, anche se gravitò allora su Trento), l'alta Pusteria passò alle Province Illiriche e il resto del Tirolo (incluse Merano, Bressanone, Vipiteno, la valle settentrionale dell'Isarco e la val Pusteria occidentale) al regno di Baviera, per rimanervi sino al 1815, quando il Trentino, con la Restaurazione austriaca venne inglobato nella nuova Contea del Tirolo, con Innsbruck capoluogo.
Dal 1817 anche in Tirolo entrò in vigore il nuovo codice civile generale austriaco che puntava all'eguaglianza dei diritti e doveri dei cittadini. I tirolesi dovevano tenere in armi quattro battaglioni di Kaiserjäger e potevano essere utilizzati anche fuori dal territorio regionale.
Le sommosse del 1848 riguardarono tutti i territori tirolesi e aprirono anche la strada a un crescente nazionalismo. Dati i disordini scoppiati nella capitale, da maggio ad agosto, la corte imperiale si trasferì a Innsbruck.
Nel 1866 Giuseppe Garibaldi, durante la terza guerra d'indipendenza italiana, stava per aprirsi la strada verso Trento, tentativo che venne fermato solo dalle truppe trentino-tirolesi. Nel dopoguerra iniziava a farsi strada l'irredentismo dei trentini. I liberali tedesco-tirolesi rafforzarono il loro carattere nazionale e in parte subirono l'influenza del Los von Rom di Georg von Schönerer.
A partire dal 1870 anche il Tirolo soffrì della grave crisi agricola europea, dove si ebbero crisi causate dalla concorrenza internazionale, ma anche dovute a catastrofi naturali come malattie delle piante (come ad esempio la pebrina) e alcune alluvioni. Tutto ciò portò ad un forte indebitamento della popolazione, soprattutto dove non esisteva la cultura del maso chiuso, come ad esempio nell'attuale Trentino. Nello stesso periodo iniziò anche la crescita degli alpinisti in regione, soprattutto appartenenti alla borghesia straniera, e il successo dei luoghi di cura (Kurorte), tra cui quello di Merano dove soggiornò anche la principessa Sissi.
Già nel 1833 il badioto Micurà de Rü (anche noto come Nikolaus Bacher), iniziò un tentativo di scrittura della grammatica ladina, seguito dal lavoro del curato di Ortisei Ujep Antone Vian nel 1864 che stampò un libro sulla grammatica gardenese. Di la in poi si ebbero anche i libretti ad uso liturgico, giornali e calendari. Fu solo nel 1905 che venne alla luce a Innsbruck l'associazione Union Ladina-Ladiner Verein con lo scopo di promuovere la nazione ladina. Nel XX secolo, causa la politica di snazionalizzazione ad opera del regime fascista, la popolazione ladina venne separata in tre parti.

## Novecento
Negli ultimi due decenni del XIX secolo, e fino allo scoppio della grande guerra, vi fu un aumento delle associazioni nazionali sia tedesche come la Tiroler Volksbund, la Deutsche Schulverein e la Verein Südmark sia quelle italiane, come la Pro Patria, divenuta poi Lega Nazionale, e la Società Dante Alighieri. Un primo segnale dell'innalzamento della tensione furono i fatti di Innsbruck del 1904, dove l'istituzione di una nuova facoltà di giurisprudenza in lingua italiana fu causa di una sommossa popolare che causò diversi feriti ed un morto, oltre che alla chiusura definitiva della facoltà.
Dopo l'attentato di Sarajevo del 28 giugno 1914, l'impero austro-ungarico dichiarò guerra al Regno di Serbia. Fu la scintilla che diede inizio alla prima guerra mondiale, che vide gli Imperi centrali schierarsi contro gli Alleati. La mobilitazione, al tempo, coinvolse circa 60 000 soldati trentini (sudtirolesi di lingua italiana) , suddivisi tra Kaiserjäger, Landesschützen e Landsturmmänner, che fino al 1915 vennero in buona parte spediti a combattere contro l'Impero russo. Il Regno d'Italia - che era legato ad Austria e Germania dal 1882 - ne uscì ufficialmente il 4 maggio 1915. Venti giorni dopo entrò in guerra contro l'impero austro-ungarico, attaccando - fra l'altro - il Sud del Tirolo. Il Tirolo fu solo marginalmente toccato dalla guerra, soprattutto sulle alte vette di confine, dove furono costruite le ferrovie della Val Gardena e quella della Val di Fiemme-Fassa, grazie allo sfruttamento dei prigionieri russi, per poter trasportare sulle linee del fronte materiale bellico oltre che al rancio per le truppe. Il più delle vittime fu dovuto alle morti bianche.
La situazione peggiore si verificò al termine del conflitto, quando iniziò il fenomeno della borsa nera e la febbre spagnola. Con la caduta dell'impero, nel Tirolo iniziarono ad avvenire numerosi episodi di saccheggio da parte dei soldati in ritirata, respinti dalle truppe italiane che iniziavano a occupare i territori tirolesi; nel 1920 era addirittura presente un distaccamento italiano a Innsbruck ed in altre località del Tirolo del nord.
Nel 1919 il Trattato di Saint Germain, in seguito alla sconfitta dell'impero austro-ungarico nella prima guerra mondiale, determinò la separazione del Tirolo meridionale, assegnato all'Italia, dal Bundesland Tirolo, assegnato alla Repubblica Austro-Tedesca.
Il 24 aprile 1921 si svolse nel Land del Tirolo un plebiscito sul passaggio alla Germania, il mese successivo anche nel Salisburghese si svolse una consultazione simile. Il risultato della consultazione tirolese fu che il 98,77% dei votanti si espresse a favore del passaggio alla Germania. Il plebiscito, indetto dal Landtag del Tirolo, fu però ritenuto illegale dal governo austriaco perché contrastante con il trattato di pace e la costituzione federale. Nella stessa giornata del plebiscito tirolese circa 400 squadristi guidati da Achille Starace aggredirono una sfilata in costume alla fiera di primavera di Bolzano per fermare presunte "tendenze pangermaniste" nella città durante il voto in Tirolo. La giornata fu denominata la "domenica di sangue" dato che la violenta aggressione fascista causò la morte di un maestro elementare e ferì altre 50 persone.
Negli anni venti per merito della costruzione di infrastrutture (strade, linee ferroviarie, centrali elettriche) e del riavvio del turismo (costruzione di funivie) l'economia si stabilizzò per un breve periodo prima dei contraccolpi della crisi economica mondiale.
Nel 1933 salì al potere in Germania Adolf Hitler. In Tirolo il movimento nazista, illegale fino a quell'anno, era attivo nel pubblicizzare la Großdeutschland ("Grande Germania"). I tedeschi decisero di imporre una tassa a carico dei turisti diretti in Austria per disincentivare l'economia di quel paese, la Tausend-Mark-Sperre ("barriera dei mille marchi"). Il Tirolo ne fu colpito in modo particolare
La grave crisi economica degli anni venti e trenta produsse forti tensioni politiche, tanto che nel febbraio del 1934 vi furono alcuni scontri fra lo Schutzbund socialdemocratico e le forze governative. Nel 1932 s'instuarò un regime autoritario di tipo corporativo e clericale (definito anche austrofascismo), con cancelliere Engelbert Dollfuss, sostenuto dallo stesso Mussolini. Nel Tirolo del sud, come negli altri nuovi territori acquisiti, le camicie nere iniziarono a effettuare alcune spedizioni punitive, come a Bolzano il 24 aprile 1921 dove al corteo di inaugurazione della fiera venne ucciso il maestro Franz Innerhofer di Marlengo; il 2 ottobre 1922 ebbe luogo la Marcia su Bolzano - tre settimane prima della marcia su Roma - che portò alla destituzione del governatore della Venezia Tridentina Luigi Credano e del borgomastro di Bolzano Julius Perathoner.
Durante il ventennio fascista la lingua italiana fu imposta come lingua unica nell'amministrazione, nei tribunali e nella toponomastica. Nelle scuole dei nuovi territori occupati, grazie alla legge Gentile, furono soppresse le lingue alloglotte, e fu introdotta mano a mano la lingua italiana quale idioma esclusivo. La popolazione di madrelingua tedesca reagì istituendo le cosiddette Katakombenschulen ("scuole nelle catacombe") che riuscirono a sopravvivere nell'illegalità, anche grazie all'aiuto del canonico Michael Gamper. Nel 1926 un regio decreto impose l'italianizzazione totale dei nomi di luogo. Ettore Tolomei face pressione affinché tale legge venisse ampliata anche ai cognomi, oltreché ai nomi.
Già nel 1923 le attuali provincie di Bolzano e Trento vennero unite in un'unica "grande provincia" di Trento e solamente nel 1926 fu istituita quella di Bolzano, con lo scopo di accelerare l'italianizzazione, come avvenne ad esempio con il progetto della grande zona industriale di Bolzano che partì nel 1934/35; grandi gruppi industriali accettarono di aprire a Bolzano un loro stabilimento: le acciaierie Falck, Lancia, Magnesio, Feltrinelli, Iveco, ... Una gran massa di persone fu così attirata da queste nuove possibilità di lavoro. Altro segno di italianizzazione fu la costruzione di nuove costruzioni nella "nuova Bolzano" come il Monumento alla Vittoria, il tribunale, la Casa del Fascio, la Casa della Gioventù Italiana del Littorio femminile, ...).
Il 12 marzo 1938 la Wehrmacht tedesca occupò l'Austria: fu quindi organizzato un plebiscito e il 99,73% degli aventi diritto al voto accettò l'unione dell'Austria (col nuovo nome di Ostmark) al Terzo Reich: il cosiddetto Anschluss, l'annessione dell'Austria alla "Grande Germania". Fu costituito il Gau Tirol-Vorarlberg e il Tirolo Orientale fu assegnato al Gau Carinzia.
In seguito agli accordi fra Hitler e Mussolini emigrarono in Austria circa 70.000 persone provenienti dal Sudtirolo (gli "Optanti"): la metà di queste si insediò in villaggi appositamente creati, altri vennero spostati in altre regioni tedesche. Dopo la guerra circa un terzo degli emigranti tornò nei luoghi di origine.
Dal 1943 intensi furono i bombardamenti alleati. Quando il 3 maggio 1945 le truppe americane entrarono a Innsbruck le organizzazioni della resistenza furono in grado di proporre un governo provvisorio. Nell'estate del 1945 il Tirolo faceva parte della zona di occupazione francese mentre il Tirolo dell'Est apparteneva a quella britannica. Nel 1947 il Tirolo orientale fu riunito con quello del Nord. Il 15 maggio 1955 le ultime truppe d'occupazione lasciarono il paese. In questo periodo vi fu una ripresa economica e l'area passò da un'economia prevalentemente agraria ad una basata sull'industria e sui servizi. Notevole fu anche l'espansione dell'industria turistica. Innsbruck fu per ben due volte sede dei Giochi olimpici invernali (1964 e 1976).
Alla fine degli anni cinquanta le reti stradali e autostradali vennero notevolmente espanse. A partire dagli anni ottanta le popolazioni locali hanno ripetutamente manifestato contro l'aumento esponenziale del traffico.

## Euroregione Tirolese
Con l'ingresso dell'Austria nell'Unione europea avvenuto nel 1995 è stato possibile costituire la Euregio Tirolo-Alto Adige-Trentino per permettere la collaborazione economica, culturale e politica dell'area sovranazionale corrispondente al Tirolo storico, rinsaldando quei rapporti storici che erano cessati solo nel periodo 1924 - 1943.